# 笛吹市立芦川中学校
笛吹市立芦川中学校（ふえふきしりつ あしかわちゅうがっこう）は、山梨県笛吹市芦川町中芦川にあった中学校である。

## 概要
- 山梨県笛吹市の南側にある芦川地区の中学校であったが、少子化による人口減少で2009年に廃校を決定し、2010年3月31日で廃校になった。存校中は山間へき地小規模校に指定され、山村留学・ノーチャイム制・私服登校日の実施をしていた[1]。

### 閉校の経緯
- 芦川村が笛吹市との編入合併時から地区内の今後の生徒数増加が見込めずに生徒数減少の為に閉校することを検討され、2008年3月31日の閉校を予定していた。しかし、一転して2007年には地域の活性化の目的として2年間の期限付きの存続が認められ、存続可能になった[2]。しかし、その後も生徒数減少が止まらずに2009年5月13日に閉校が決定し、2010年3月31日に閉校した[3]。

## 沿革
- 1947年（昭和22年）4月1日 - 芦川村立芦川中学校として開校する[4]。
- 1957年（昭和32年）10月 - 校歌を制定する[4]。
- 1964年（昭和39年）3月 - 学校給食を開始する[4]。
- 1976年（昭和51年）3月 - 新校舎が完成する[4]。
- 2006年（平成18年）8月1日 - 笛吹市の編入合併により、笛吹市立芦川中学校と改称する。
- 2010年（平成22年）3月12日 - 最後の卒業式が開催される[5]。
- 2010年（平成22年）3月31日 - 閉校し、笛吹市立浅川中学校と統合する[5][6]。

## 生徒数
- 閉校時には生徒数が12名であった[2]。

## 行事

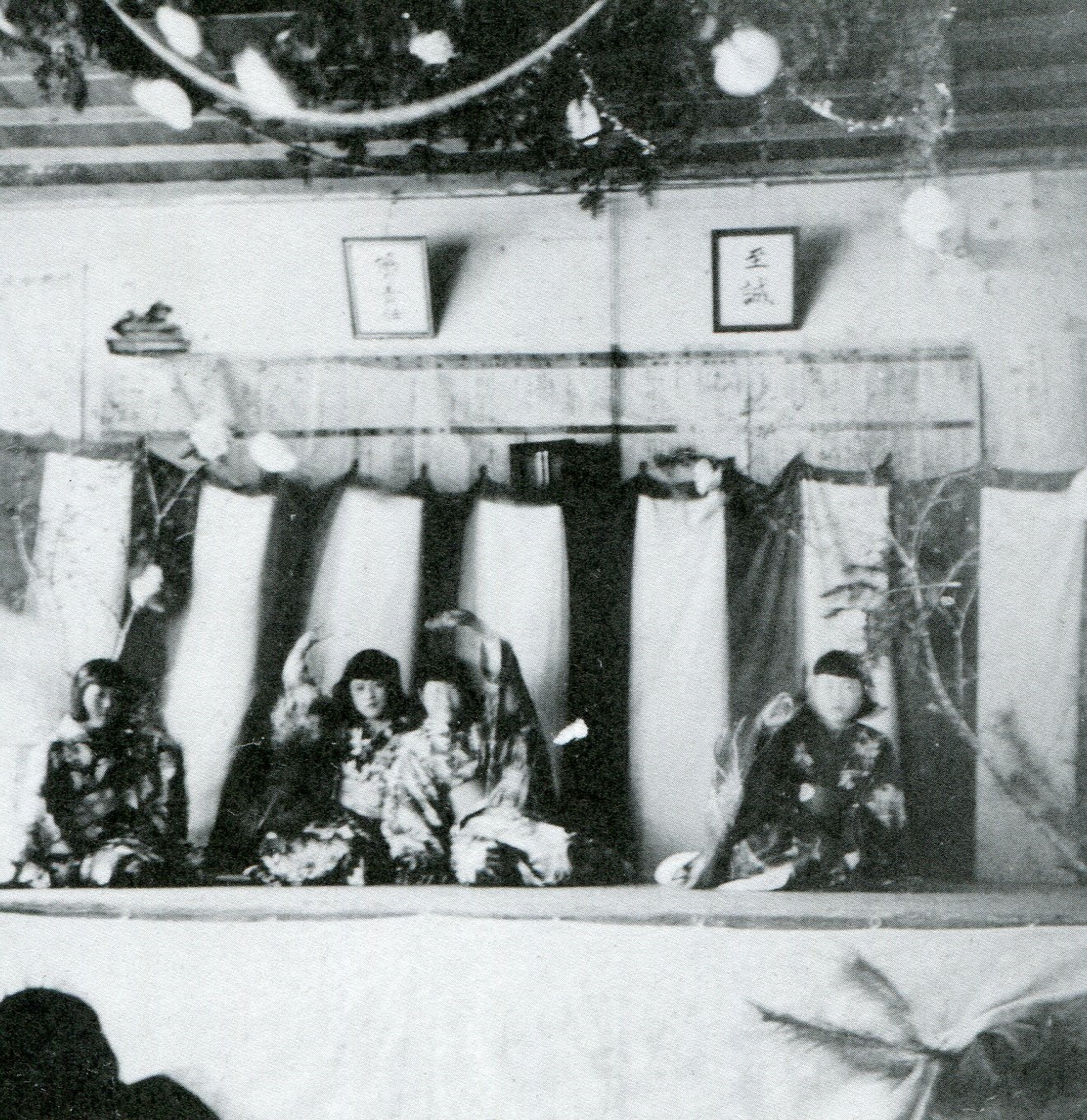
1950年頃の学芸会

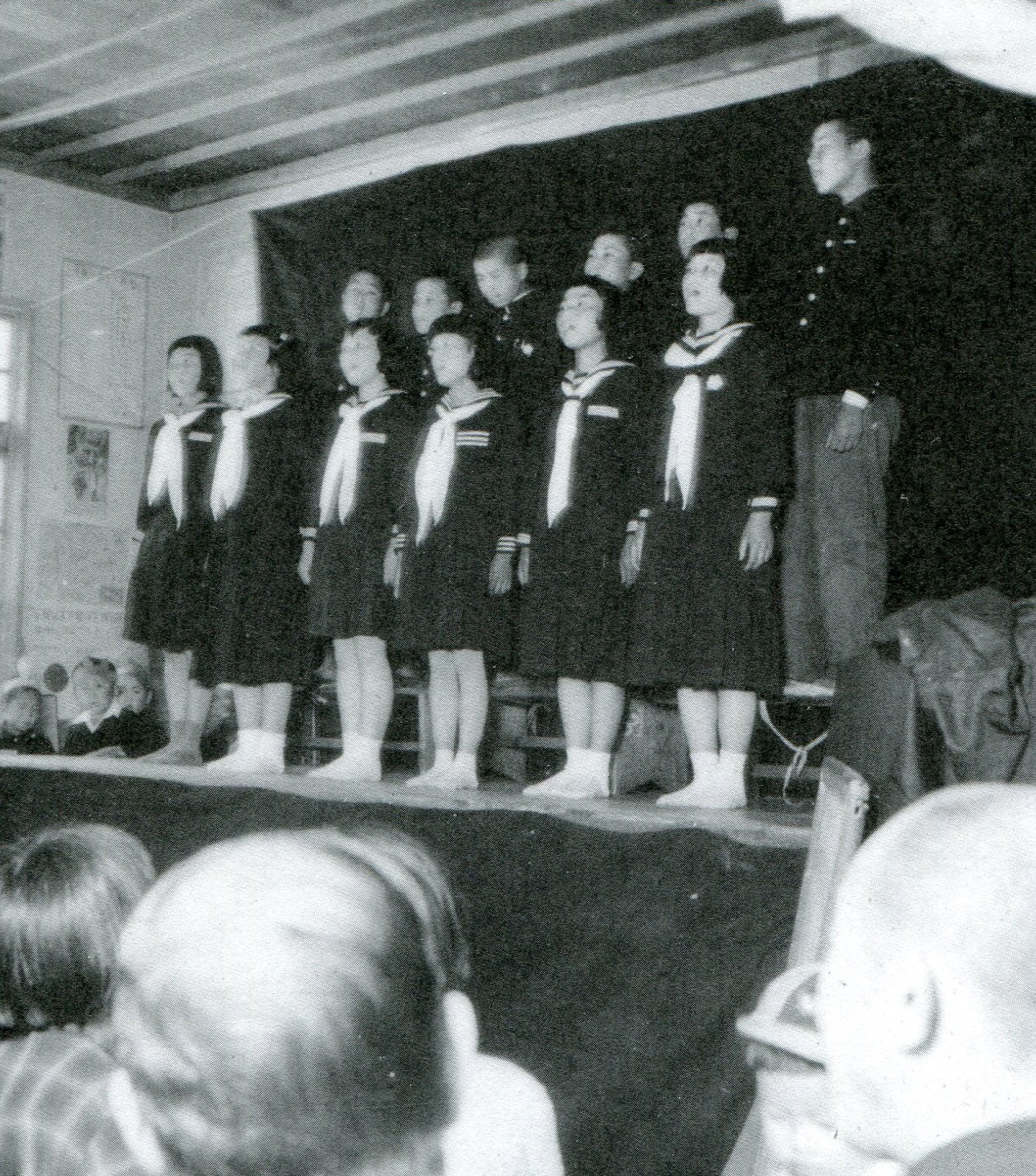
1955年頃の音楽会

- 運動会は芦川地区の居住者と合同で開催していた[1]。

## 部活動一覧
- バドミントン部
- 陸上部
- 英会話部
- 音楽部

## 校区
- 笛吹市立芦川小学校

## 著名な出身者
- 安田あとり（フリークライマー）